# 火山列岛 (日本)

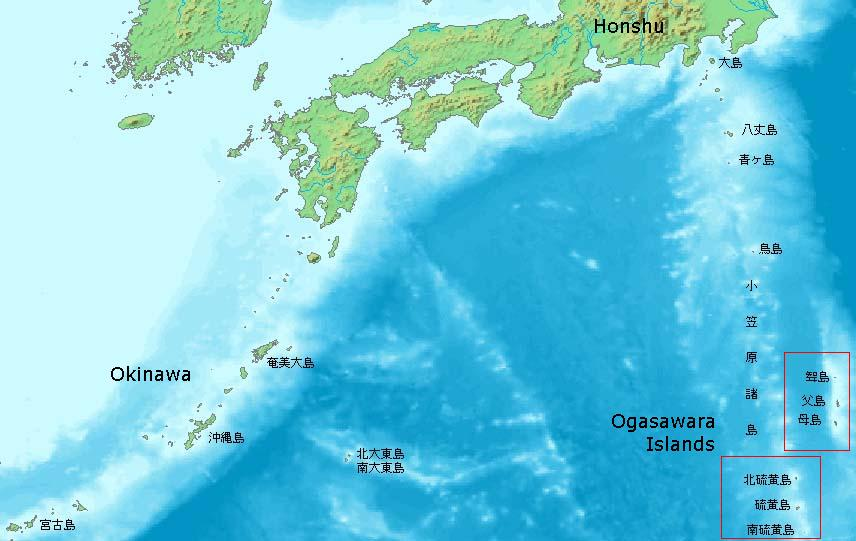
火山列岛的位置（右下）

火山列岛（日语： Kazan Rettō）是日本治下的一个群岛，由3个小火山岛组成，属于小笠原群岛。它位于小笠原群岛之南部，隶属东京都小笠原村。
火山列岛包含以下岛屿：
- 北硫磺島（日语：北硫黄島）
- 硫磺岛（日语：硫黄島）
- 南硫磺島（日语：南硫黄島）

位於火山列島北面但仍屬於同一個火山弧的島嶼：
- 西之岛（日语：西之島）